# Барнсвілл (Меріленд)
Барнсвілл (англ. Barnesville) — місто (англ. town) в США, в окрузі Монтгомері штату Меріленд. Населення — 144 особи (2020).

## Географія
Барнсвілл розташований за координатами 39°13′26″ пн. ш. 77°22′34″ зх. д. / 39.22389° пн. ш. 77.37611° зх. д. (39.223924, -77.376097).  За даними Бюро перепису населення США в 2010 році місто мало площу 1,27 км², з яких 1,27 км² — суходіл та 0,00 км² — водойми.

## Демографія
Згідно з переписом 2010 року, у місті мешкали 172 особи в 67 домогосподарствах у складі 55 родин. Густота населення становила 136 осіб/км².  Було 71 помешкання (56/км²).
Расовий склад населення:
| - 91,3 % — білих - 2,3 % — чорних або афроамериканців - 1,7 % — корінних американців - 0,6 % — азіатів |

До двох чи більше рас належало 4,1 %. Частка іспаномовних становила 1,2 % від усіх жителів.
За віковим діапазоном населення розподілялося таким чином: 25,6 % — особи молодші 18 років, 57,0 % — особи у віці 18—64 років, 17,4 % — особи у віці 65 років та старші. Медіана віку мешканця становила 48,0 року. На 100 осіб жіночої статі у місті припадало 95,5 чоловіків;  на 100 жінок у віці від 18 років та старших — 91,0 чоловіків також старших 18 років.
Середній дохід на одне домашнє господарство  становив 189 225 доларів США (медіана — 131 250), а середній дохід на одну сім'ю — 182 478 доларів (медіана — 127 188). За межею бідності перебувало 1,9 % осіб, у тому числі 0,0 % дітей у віці до 18 років та 0,0 % осіб у віці 65 років та старших.
Цивільне працевлаштоване населення становило 98 осіб. Основні галузі зайнятості: мистецтво, розваги та відпочинок — 20,4 %, роздрібна торгівля — 16,3 %, освіта, охорона здоров'я та соціальна допомога — 16,3 %.